# Evant
L'evant és una llengua que es parla al sud-est de Nigèria i al Camerun. A Nigèria es parla a la LGA d'Ovanliku, a l'estat de Cross River i al Camerun a la Regió del Sud-oest, a la subdivisió d'Akwaya, a la divisió de Manyu.
L'evant és una llengua de la família lingüística de les llengües Tivoid, que són llengües bantus meridionals. Les altres llengües d'aquesta família són l'abon, l'ambo, el balo, el batu, el bitare, el caka, l'eman, l'esimbi, l'iceve-maci, l'ipulo, el manta, el mesaka, l'osatu, l'otank i el tiv.

## Ús
L'evant és una llengua que està en situació vigorosa (6a); tot i que no està estandarditzada, és parlada per població de totes les edats. No existeix escriptura en llengua evant.

## Població i religió
El 70% dels 13.000 parlants d'evant de Nigèria són cristians; d'aquests, el 60% són protestants i el 40% pertanyen a esglésies cristianes independents. El 30% restant dels evants creuen en religions tradicionals africanes.
El 66% dels 1.500 evants del Camerun són cristians; d'aquests, el 75% són catòlics romans, el 24% d'altres esglésies cristianes i l'1% són protestants. El 34% restant creuen en religions tradicionals africanes.